# Брон, Онисим Михайлович
Онисим Михайлович Брон (20 августа (1 сентября) 1895, Новомосковск ― 2 февраля 1975, Москва) ― советский дирижёр и педагог.

## Биография
Учился в Киевской консерватории у В. В. Пухальского (фортепиано) и Р. М. Глиэра (композиции), после её окончания работал дирижёром в различных театрах СССР, в частности в 1937—1944 годах — в Ленинградском театре оперы и балета им. С. М. Кирова. В 1944 году назначен художественным руководителем и главным дирижёром Белорусского театра оперы и балета, однако через четыре года переехал в Москву, где жил и работал до конца жизни.
В 1948—1952 годах возглавлял Оперный ансамбль Всесоюзного радио, с которым осуществил ряд радиозаписей опер, получивших высокую оценку современников дирижёра и не забытых в XXI веке. В частности, более чем полвека спустя о записи «Золушки» Дж. Россини с участием З. Долухановой и А. Орфёнова (1950) музыкальный критик А. Хрипин пишет следующее: «удивительно, как в те „глухие“ годы дирижеру Онисиму Брону, даже несмотря на несколько брутальную манеру игры оркестра Всесоюзного радио, удалось тем не менее впечатляюще передать многие составляющие россиниевского стиля, в том числе знаменитые „шампанские“ свойства этой музыки». Запись оперы «Дон Паскуале» Г. Доницетти с участием Г. Сахаровой, И. Бурлака и того же А. Орфёнова (1951) легла в основу одноимённого телеспектакля 1973 года.
В 1952—1956 годах руководил ансамблем советской оперы ВТО. В мае 1953 года при участии ансамбля было осуществлено первое исполнение второй редакции оперы «Война и мир» С. Прокофьева.
Помимо работы с оркестрами был педагогом в Киевской (1930—1932) и Минской (1945—1948) консерваториях, а позднее — в ГИТИСе, преподавал дирижирование и оперную подготовку актёра.
Жена Надежда Вячеславна Брон-Коренева (1890-1991) - советская певица, лирическое сопрано. Ученица Еле́ны Алекса́ндровны Муравьёвой. Солистка Музыкального театра В.Немировича-Данченко. Преподаватель вокала Училища Глазунова, впоследствии, ГИТИСа.  